# Iglesia de San Pablo (Oxford)

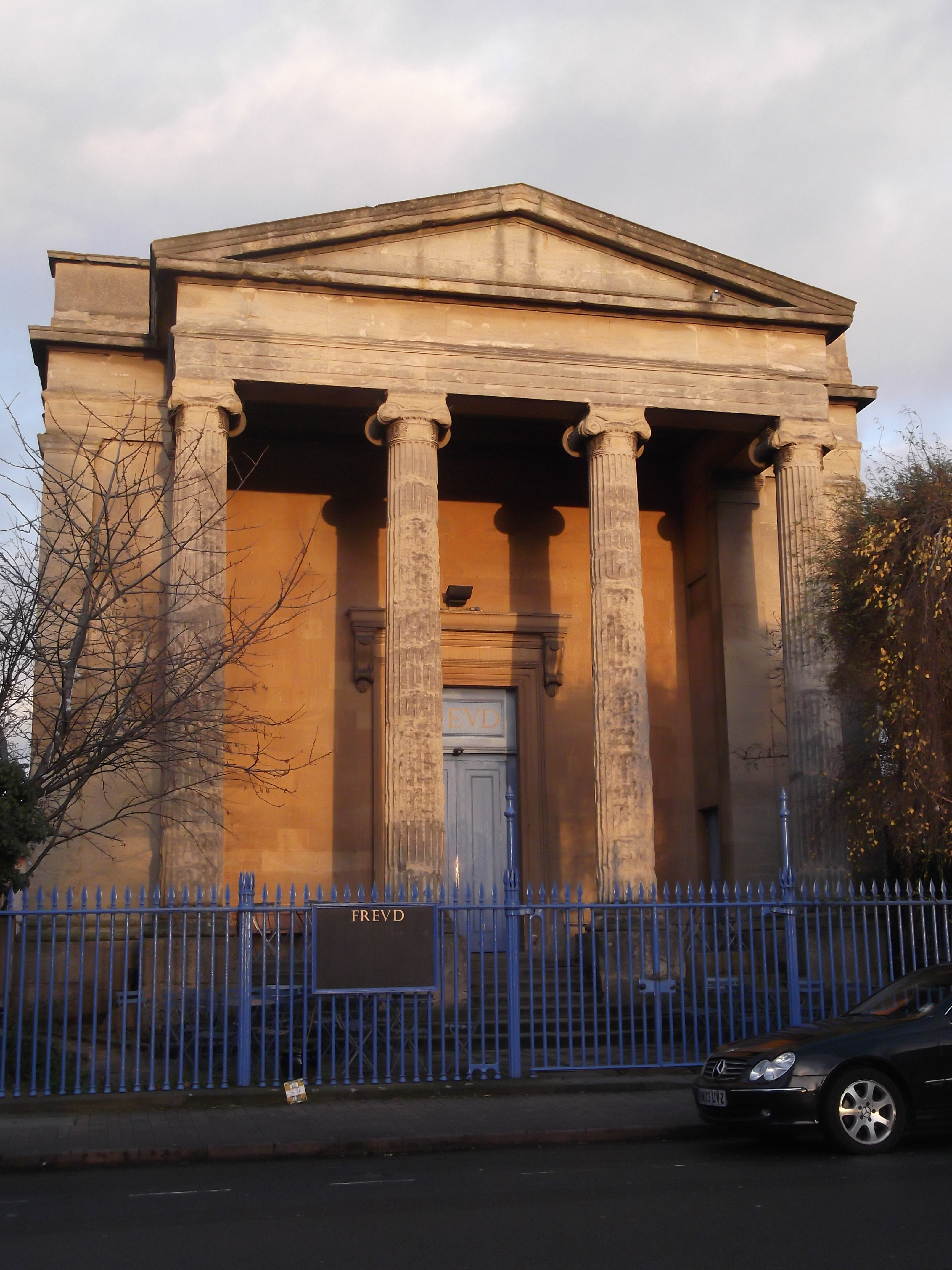
Fachada principal del edificio

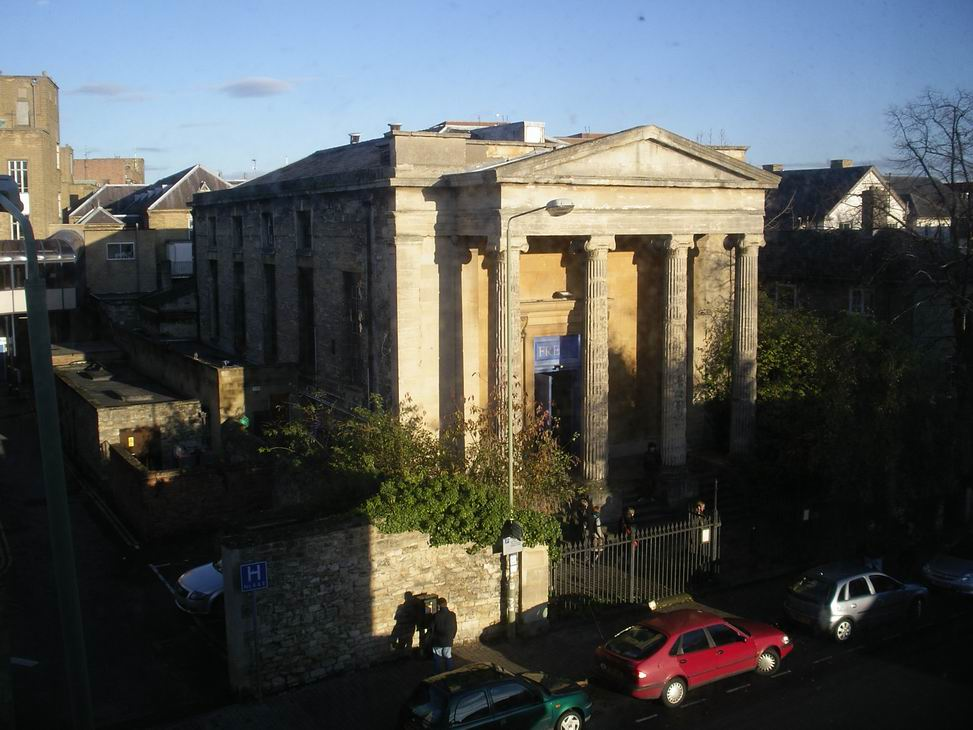
Vista aérea

La iglesia de San Pablo de Oxford (Reino Unido) es una antigua iglesia de época victoriana, ubicada en el número 119 de Walton Street, en el barrio de Jericho.
El edificio está situado frente a Great Clarendon Street. La Oxford University Press también está enfrente, hacia el sur. Está rodeado por el Radcliffe Observatory Quarter de la Universidad de Oxford, antiguamente el recinto de la Radcliffe Infirmary.
La construcción de la iglesia se debió a un brote de cólera en la zona en 1831. El edificio, diseñado en 1836 por Henry Jones Underwood, es de estilo neogriego. Su fachada principal tiene un pórtico tetrástilo con cuatro columnas de orden jónico. El arquitecto Edward George Bruton añadió el ábside en 1853, y Frederick Charles Eden remodeló el interior en 1908.
La iglesia fue cerrada a finales de la década de 1960. Después de su desacralización, el edificio fue comprado por el Consejo de Artes del Área de Oxford y utilizado como teatro y centro de arte. En 1988, fue adquirido por Secession Ltd para evitar su demolición, y desde entonces alberga el café-bar Freud, creado por David Freud, un graduado del Instituto de Arte Courtauld con interés en la arquitectura.
En 2015, se inauguró un nuevo edificio para la Escuela de Gobierno Blavatnik de la Universidad de Oxford en el sitio del Radcliffe Observatory Quarter, inmediatamente al sur de la antigua iglesia de San Pablo. El propietario del café, David Freud, se opuso al proyecto debido a su tamaño y altura en comparación con el edificio de la iglesia.